# Сакраменто
Вижте пояснителната страница за други значения на Сакраменто.
Сакраменто (на испански: Sacramento) е град и окръжен център на окръг Сакраменто, както и столица на щата Калифорния, Съединените американски щати.
Основан е през декември 1848 г. от Джон Сътър (на английски: Johann Augustus Sutter; на немски: Johann Suter, Йохан Зутер), имигрант от Швейцария, който купува руската база Форт Рос през 1841 и я превръща в поселище Нова Хелвеция (Нова Швейцария), и от сина му Джон Сътър младши. Градът има 485 200 жители (2014), докато Сакраментският метрополис е с население 2 149 127 души. Общата му площ е 257 km².
Разположението му, климатът и качеството на живот са само малкото неща, които правят града прекрасно място за живеене, работа или просто посещение.

## Климат
Сакраменто е сред 10-те най-слънчеви градове в САЩ със 78% от дните в годината, класифицирани като слънчеви. Валежите са средно около 58 дни за периода от ноември до март. Чужденците често споменават аргумента „хубаво време“ като една от причините да нарекат Сакраменто свой дом.
- средна годишна температура: 16,11 °C
- средна ниска температура през януари: 3,33 °C
- средна висока температура през юли: 33,88 °C
- среден брой дни с температура над 32,22 °C: 74
- среден брой дни с температура под 0 °C: 17
- средногодишно количество валежи: 470 mm
- средногодишно количество снеговалежи: 0.

## Икономика
Икономиката на Сакраменто и областта е сред най-силните в Калифорния. Нейна основа е секторът на държавното управление (така например само в органите на властта на щата Калифорния, разположени в града, са заети над 73 хиляди служители), здравеопазването, образованието, електрониката и информационните технологии.
В града са разположени седалищата на компаниите Sutter Health, Blue Diamond Growers, Aerojet, Teichert и The McClatchy Company. Корпорацията Intel има значителни производствени мощности в околностите на града (около 6000 сътрудници).

## Известни личности
Родени в Сакраменто
- Майкъл Адамс (1930 – 1967), космонавт
- Ейдриан Барбо (р. 1945), актриса
- Грета Гъруиг (р. 1983), актриса
- Сара Зетел (р. 1966), писателка
- Джули Кагава (р. 1982), писателка
- Майкъл Коутс (р. 1946), космонавт
- Бри Ларсън (р. 1989), актриса
- Тим Маккорд (р. 1979), музикант
- Чино Морено (р. 1973), музикант
- Чарлз Райс (р. 1952), вирусолог
- Стивън Робинсън (р. 1955), космонавт
- Корнел Уест (р. 1953), философ
- Колин Ханкс (р. 1977), актьор
- Хенри Хатауей (1898 – 1985), режисьор
- Зак Хил (р. 1979), музикант
- Алекс Хонълд (р. 1985), катерач
- Джесика Частейн (р. 1977), актриса

Починали в Сакраменто
- Едуард Генов (1946 – 2009), български общественик
- Ив Рутланд (1917 – 2012), писателка
- Миклош Удварди (1919 – 1998), унгарски биогеограф
- Томас Харис (1910 – 1995), психиатър